# Claude Barthélemy
Claude Barthélemy   (Cap-Haïtien, 9 de maig de 1945 - Nova Jersey, 6 d'abril de 2020) fou un futbolista haitià de la dècada de 1970.
Fou 14 cops internacional amb la selecció d'Haití amb la qual participà en la Copa del Món de futbol de 1974.
Pel que fa a clubs, destacà a Detroit Cougars.